# Maritiman
O Maritiman (Centro Marítimo de Gotemburgo) é um museu de navios da cidade sueca de Gotemburgo.
Compreende 15 barcos conectados, sendo de destacar o contratorpedeiro HMS Småland, o submarino HMS Nordkaparen, o couraçado HMS Sölve, o rebocador Herkules, e o navio farol Fladen.